# Midebdo (département)
Pour le village chef-lieu, voir Midebdo.
Midebdo, également orthographié Midèbdo, est un département et une commune rurale de la province du Noumbiel, situé dans la région du Sud-Ouest au Burkina Faso.

## Démographie
Le département comptabilisait :
- 10 909 habitants en 2006[3].
- 15 336 habitants en 2019[2].

## Localités
Le département et la commune rurale de Midebdo est administrativement composé de cinquante-deux villages, dont le village chef-lieu homonyme (données de population consolidées en 2012 issues du recensement général de 2006) :
- Amimbiri (191 habitants)
- Béboula (56 habitants)
- Bielmira (54 habitants)
- Bonkossèra (462 habitants)
- Boulignora (175 habitants)
- Boulompèra (278 habitants)
- Bounoubara (80 habitants)
- Dapladio (140 habitants)
- Diattara (607 habitants)
- Diébroudouo (256 habitants)
- Diménémina (121 habitants)
- Dioména (142 habitants)
- Dobéna (223 habitants)
- Dongdona (445 habitants)
- Farakouora (217 habitants)
- Foumbira (164 habitants)
- Founfouna (134 habitants)
- Gbingbina (114 habitants)
- Guilakoura (277 habitants)
- Guilégnora (107 habitants)
- Halahéra (109 habitants)
- Intohini (84 habitants)
- Kalambouro (187 habitants)
- Kankoèra (189 habitants)
- Kpanhila (153 habitants)
- Kpantianao (423 habitants)
- Malampoupèra (185 habitants)
- Midebdo (985 habitants), chef-lieu
- Napindouo (75 habitants)
- Nioyo (47 habitants)
- Niperdouo (108 habitants)
- N'Kampira (77 habitants)
- Ormitara (154 habitants)
- Ouélé-Ouléléna (208 habitants)
- Pampouna (279 habitants)
- Pobouro (97 habitants)
- Poltianao (484 habitants)
- Siliendouo-Rintimina (86 habitants)
- Similaopom (192 habitants)
- Sinaperdouo (547 habitants)
- Taperdouo (167 habitants)
- Tiafandouo (200 habitants)
- Tibeldouo (118 habitants)
- Tilampira (163 habitants)
- Tilpéra (94 habitants)
- Timboura-Birifor (55 habitants)
- Timboura-Lobi (162 habitants)
- Tinhira (66 habitants)
- Tinkiro (184 habitants)
- Tokéra-Bankoro (256 habitants)
- Tokéra-Tiémourou (128 habitants)
- Torkouora (464 habitants)